# توبياس باتشونيك
توبياس باتشونيك (بالألمانية: Tobias Pachonik)‏ (4 يناير 1995 بماركت أوبردورف في ألمانيا - ) هو لاعب كرة قدم ألماني في مركز الدفاع. شارك مع منتخب ألمانيا تحت 19 سنة لكرة القدم ومنتخب ألمانيا تحت 20 سنة لكرة القدم. أما مع النوادي، فقد لعب مع شتوتغارت كيكرز ونادي نورنبرغ و1. FC Nürnberg II ‏.

## روابط خارجية
- توبياس باتشونيك على موقع اتحاد النرويج (النرويجية)
- توبياس باتشونيك على موقع إي إس بي إن إف سي (الإنجليزية)
- توبياس باتشونيك على موقع قاعدة بيانات كرة القدم.إي يو (الإنجليزية)
- توبياس باتشونيك على موقع بيانات كرة القدم. دي إي (الألمانية)
- توبياس باتشونيك على موقع ليكيب (الفرنسية)
- توبياس باتشونيك على موقع Soccerbase.com (لاعب) (الإنجليزية)
- توبياس باتشونيك على موقع Soccerway.com (الإنجليزية)
- توبياس باتشونيك على موقع عالم كرة القدم.نت (الإنجليزية)